# 클로이 첸거리
클로이 첸거리(Chloe Csengery, 2000년 7월 7일 ~ )는 미국의 배우이다.
텍사스주 휴스턴에서 태어났다.

## 출연 작품

### 영화
- Point of Death (2010)
- 파라노말 액티비티 3 (2011) - 어린 케이티 역
- 파라노말 액티비티: 더 고스트 디멘션 (2015) - 케이티 역
- 파이팅 위드 마이 패밀리 (2019)

### 텔레비전
- NCIS: 하와이 (2022)